# 下蒙泰尼鄉
46°37′N 27°46′E / 46.617°N 27.767°E
下蒙泰尼鄉（羅馬尼亞語：Comuna Muntenii de Jos, Vaslui），是羅馬尼亞的鄉份，位於該國東北部，由瓦斯盧伊縣負責管轄，面積57平方公里，海拔高度95米，2007年人口3,939，人口密度每平方公里69人。